# Raionul Florești
Raionul Florești este un raion din nord-estul Republicii Moldova. Reședința de raion se află în orașul Florești (12 mii de locuitori). Alte orașe din raion sunt Ghindești, cu o populație de 1.649 de locuitori, și Mărculești, cu o populație de 1.396 de locuitori.

## Istorie
În perioada interbelică teritoriul raionului Florești făcea parte din județul interbelic Soroca, unitate administrativă în Regatul României cu reședința în orașul Soroca. Începând din 1944 și până la 1991 a făcut parte din Moldova sovietică. 

## Demografie

### Statistici vitale
Principalii indicatori demografici, 2013:
- Natalitatea: ▼940 (10,6 la 1.000 locuitori)
- Mortalitatea: ▼1.188 (13,4 la 1.000 locuitori)
- Spor natural: -248

### Structura etnică
| Grup etnic         | Populație | % Procentaj* |
| ------------------ | --------- | ------------ |
| Moldoveni (Români) | 76.230    | 85,28%       |
| Ucraineni          | 8.023     | 8,98%        |
| Ruși               | 4.633     | 5,18%        |
| Rromi              | 120       | 0,13%        |
| Bulgari            | 51        | 0,06%        |
| Găgăuzi            | 45        | 0,05%        |
| Alții              | 287       | 0,32%        |

## Administrație și politică
Președintele raionului Florești este Vasile Tîltu (PAS), ales la 1 decembrie 2023.
Componența Consiliului Raional Florești (33 de consilieri), ales la 5 noiembrie 2023, este următoarea:
|  | Partid                                        | Consilieri | Componență | Componență | Componență | Componență | Componență | Componență | Componență | Componență |
|  | --------------------------------------------- | ---------- | ---------- | ---------- | ---------- | ---------- | ---------- | ---------- | ---------- | ---------- |
|  | Partidul Acțiune și Solidaritate              | 8          |            |            |            |            |            |            |            |            |
|  | Partidul Socialiștilor din Republica Moldova  | 8          |            |            |            |            |            |            |            |            |
|  | Mișcarea „Respect Moldova”                    | 6          |            |            |            |            |            |            |            |            |
|  | Partidul Dezvoltării și Consolidării Moldovei | 4          |            |            |            |            |            |            |            |            |
|  | Partidul Nostru                               | 2          |            |            |            |            |            |            |            |            |
|  | Platforma Demnitate și Adevăr                 | 2          |            |            |            |            |            |            |            |            |
|  | Partidul Comuniștilor din Republica Moldova   | 2          |            |            |            |            |            |            |            |            |
|  | Sergiu Sochircă (independent)                 | 1          |            |            |            |            |            |            |            |            |

## Diviziuni administrative
Raionul Florești are 74 localități: 3 orașe, 37 comune și 34 sate.

## Personalități
În raionul Florești s-au născut următoarele personalități:
- Mircea Snegur, primul președinte al Republicii Moldova
- Petru Lucinschi, al doilea președinte al Republicii Moldova;
- Arcadie Capcelea, ministru
- Anatol Sîrghi, primul decan al facultății de fizică a Universității de Stat din Chișinău
- Andrei Olinescu, imunolog
- Andrei Băleanu, regizor de teatru
- Constantin Stere, scriitor
- Ariel Koprov, scriitor
- Nicolae Vieru, scriitor
- Vlad Pohilă, publicist
- Tatiana Gălușcă, folcloristă
- Adrian Prodan, jurnalist și prezentator de televiziune

## Legături externe
- Consiliul raional Florești